# Kostel svatého Michaela archanděla (Otročín)
Kostel svatého Michaela archanděla je římskokatolický filiální kostel v Otročíně, který náleží k farnosti Bečov nad Teplou. Je to neorientovaná klasicistní stavba z let 1834–1838, která byla rozhodnutím Ministerstva kultury ze dne 27. dubna 2022 prohlášena za kulturní památku České republiky.

## Historie

### Před výstavbou kostela
V Otročíně stály pravděpodobně již ve středověku kostely dva. Na místě dnešního kostela to byl kostel Božího Těla, zmiňovaný v roce 1365 a v 17. století označovaný jako farní, jihovýchodně v obci pak byl starší kostel svatého Michaela, zmiňovaný okolo roku 1300 a v 17. století označovaný jako kaple. Obě stavby, stejně jako celá ves, byly poničeny požárem v roce 1667. Kostel svatého Michaela byl pak přestavován v letech 1688–1689 a znovu v roce 1782. Podobně i kostel Božího Těla prošel opravou, ale požár v roce 1782 byl pro něj fatální. Než byl na jeho místě postaven kostel nový, sloužil kostel svatého Michaela jako farní. Když dostál své provizorní úlohy, byl odsvěcen a v roce 1861 přestavěn na obytný dům.

### Výstavba kostela
Novostavba kostela proběhla na náklady tepelského kláštera podle projektu dvorského stavebního úřadu ve Vídni, vedeného tehdy architektem Petrem Nobilem, stavbu provedl zednický mistr Florian Plescher a původní plány mírně upravil klášterní stavitel Anton Thurner. Výkopové práce začaly 20. března 1834, základní kámen byl položen tepelským opatem Adolfem Koppmannem 18. července téhož roku a 29. září 1838 byl kostel vysvěcen Koppmannovým nástupcem Melchiorem Mahrem. Zasvěcení archandělovi Michaelovi se vztahovalo k druhému zdejšímu kostelu.

## Popis
Kostel je jednolodní monumentální stavba obdélného půdorysu s půlkruhově uzavřeným presbytářem na jižní straně, k němuž přiléhají čtvercové sakristie. Vstupní severní strana je završena hranolovou věží s jehlancovou střechou. Zdejší farnost zanikla v roce 2004 sloučením s bečovskou farností, bohoslužby se zde konají každou neděli.